# Peter Klemm (Autor)
Peter Klemm (* 25. September 1919 in Leipzig; † 14. Juni 1984 in Berlin) war ein deutscher Jugendschriftsteller, Biograph und populärwissenschaftlicher Autor. Er und seine Ehefrau prägten als Redakteure und Autoren maßgeblich den in der DDR bekannten Fernseh-Quiz Sind Sie sicher?. Klemm lebte seit den 1950er Jahren in Kleinmachnow bei Berlin.

## Werke
- Geschichten aus 100000 Jahren Technik in drei Bänden. Drei Bände. Kinderbuchverlag, Berlin.
  - Band 1: Der Weg aus der Wildnis. 1962
  - Band 2: Ideen, Erfinder und  Patente. 1965.
  - Band 3: Automaten, Forscher und Raketen. Illustrationen von Karl-Heinz Bogdanski, Schutzumschlag und Farbtafeln von Gerhard Preuß. 1968.
- Ernst Haeckel, der Ketzer von Jena. Ein Leben in Berichten, Briefen und Bildern. Urania, Leipzig/Jena/Berlin 1966.
- Träumer, Ketzer und Rebellen. Illustrationen von Horst Bartsch. Kinderbuchverlag, Berlin 1973
- Die Entdeckung des Landes Nirgendwo. Illustrationen von Horst Bartsch. Kinderbuchverlag, Berlin 1975.
- Die Erben des Prometheus. Kinderbuchverlag, Berlin 1982.